# 2654 Ristenpart
2654 Ristenpart (1968 OG) là một tiểu hành tinh vành đai chính được phát hiện ngày 18 tháng 7 năm 1968 bởi C. Torres ở Cerro El Roble.